# Idolul din Pomos
Idolul din Pomos este o sculptură preistorică din satul cipriot Pomos, datând din Epoca cuprului.
Sculptura se află acum în Muzeul de Arheologie Cipriotă din Lefkosia (Nicosia).
Sculptura reprezintă o femeie cu brațele deschise larg, probabil folosit ca simbol al fertilității. Au fost descoperite multe sculpturi asemănătoare pe teritoriul statului Cipru.

## Euro
În 2008 Cipru a adoptat moneda Euro. Idolul, ca un bun exemplu al artei preistorice, a fost ales pentru reversul monedelor de 1 și de 2 Euro.